# Marchezais
Marchezais – miejscowość i gmina we Francji, w Regionie Centralnym, w departamencie Eure-et-Loir.
Według danych na rok 1990 gminę zamieszkiwało 221 osób, a gęstość zaludnienia wynosiła 101 osób/km² (wśród 1842 gmin Regionu Centralnego Marchezais plasuje się na 919. miejscu pod względem liczby ludności, natomiast pod względem powierzchni na miejscu 1416.).